# العلاقات الإسرائيلية البيروية
العلاقات الإسرائيلية البيروفية هي العلاقات الثنائية التي تجمع بين إسرائيل وبيرو.

## مقارنة بين البلدين
هذه مقارنة عامة ومرجعية للدولتين:
| وجه المقارنة                                              | إسرائيل                                                             | بيرو                                   |
| --------------------------------------------------------- | ------------------------------------------------------------------- | -------------------------------------- |
| المساحة (كم2)                                             | 20.77 ألف                                                           | 1.29 مليون                             |
| عدد السكان (نسمة)                                         | 8.89 مليون                                                          | 32.16 مليون                            |
| الكثافة السكانية (ن./كم²)                                 | 428.02                                                              | 24.93                                  |
| العاصمة                                                   | القدس                                                               | ليما                                   |
| اللغة الرسمية                                             | اللغة العبرية، اللغة العربية                                        | اللغة الإسبانية، اللغة الأيمرية، كتشوا |
| العملة                                                    | شيكل إسرائيلي جديد، شيكل إسرائيلي قديم، جنيه فلسطيني، جنيه إسرائيلي | سول بيروفي جديد                        |
| الناتج المحلي الإجمالي (بليون دولار)                      | 350.85 مليار                                                        | 211.39 مليار                           |
| الناتج المحلي الإجمالي (تعادل القوة الشرائية) بليون دولار | 306.51 مليار                                                        | 393.13 مليار                           |
| الناتج المحلي الإجمالي الاسمي للفرد دولار أمريكي          | 35.73 ألف                                                           | 6.03 ألف                               |
| الناتج المحلي الإجمالي للفرد دولار أمريكي                 | 36.58 ألف                                                           | 11.99 ألف                              |
| مؤشر التنمية البشرية                                      | 0.899                                                               | 0.740                                  |
| رمز المكالمات الدولي                                      | +972                                                                | +51                                    |
| رمز الإنترنت                                              | .il                                                                 | .pe                                    |
| المنطقة الزمنية                                           | توقيت إسرائيل، Israel Summer Time ‏                                  | توقيت بيرو، 00                         |

## مدن متوأمة
في ما يلي قائمة باتفاقيات التوأمة بين مدن إسرائيلية وبيروفية:
- ترتبط رمات غان مع San Borja District [الإنجليزية]‏ باتفاقية توأمة.
- ترتبط إيلات مع أريكا باتفاقية توأمة منذ 19 يوليو 2017.[17][18][19][20]
- ترتبط القدس مع كوسكو باتفاقية توأمة منذ 23 مارس 1996.[21][21][22][22]

## منظمات دولية مشتركة
يشترك البلدان في عضوية مجموعة من المنظمات الدولية، منها:
| علم المنظمة | اسم المنظمة                               | تاريخ انضمام إسرائيل | تاريخ انضمام بيرو |
| ----------- | ----------------------------------------- | -------------------- | ----------------- |
|             | مؤسسة التنمية الدولية                     | 22 ديسمبر 1960       | 30 أغسطس 1961     |
|             | الأمم المتحدة                             | 11 مايو 1949         | 31 أكتوبر 1945    |
|             | منظمة التجارة العالمية                    | 21 أبريل 1995        | ?                 |
|             | منظمة الشرطة الجنائية الدولية             | ?                    | ?                 |
|             | المركز الدولي لتسوية المنازعات الاستشارية | 22 يوليو 1983        | 8 سبتمبر 1993     |
|             | الاتحاد الدولي للاتصالات                  | 24 يونيو 1948        | 12 يوليو 1915     |
|             | الفريق المعني برصد الأرض                  | ?                    | ?                 |
|             | البنك الدولي للإنشاء والتعمير             | 12 يوليو 1954        | 31 ديسمبر 1945    |
|             | الاتحاد البريدي العالمي                   | ?                    | ?                 |
|             | مؤسسة التمويل الدولية                     | 26 سبتمبر 1956       | 20 يوليو 1956     |
|             | وكالة ضمان الاستثمار متعدد الأطراف        | 21 مايو 1992         | 2 ديسمبر 1991     |
|             | يونسكو                                    | 16 سبتمبر 1949       | 21 نوفمبر 1946    |

## وصلات خارجية
- موقع وزارة الخارجية الإسرائيلية
- موقع وزارة الخارجية البيروفية